# Sérgio Ribeiro
Sérgio Miguel Vieira Ribeiro (Matosinhos, Portugal, 28 de noviembre de 1980) es un ciclista portugués.

## Biografía
Sérgio Ribeiro comenzó su carrera como profesional en 2002 con el equipo ASC - Vila do Conde. En 2005, se une con el equipo Barbot donde ganó la Vuelta al Alentejo en 2006. Al año siguiente fichó por el Benfica donde dio positivo en un control antidopaje por EPO en el mes de abril. Fue suspendido dos años por la federación portuguesa. Regresó a la competición en mayo de 2009, en el seno del equipo Barbot-Siper.
El 2 de agosto de 2013 fue sancionado por la federación portuguesa de ciclismo a 12 años de suspensión, por el uso de sustancias prohibidas (EPO). Debido a esto le anularan las victorias obtenidas desde el 6 de enero de 2011, esto incluye tres etapas de la Vuelta a Portugal, y el título de ciclista del año de Portugal conseguido en el 2011 y 2012.

## Palmarés
2005
- 1 etapa de la Vuelta a Castilla y León
- 1 etapa de la Vuelta al Alentejo

2006
- 1 etapa de la Vuelta al Distrito de Santarém
- 1 etapa del Gran Premio Paredes Rota dos Móveis
- Vuelta al Alentejo, más 1 etapa

2009
- Tour de Brasil/Vuelta del Estado de San Pablo, más 2 etapas

2010
- 1 etapa de la Vuelta a Castilla y León
- 2 etapas de la Vuelta a Portugal
- 1 etapa del Gran Premio Crédito Agrícola de la Costa Azul

2011
- 1 etapa de la Volta às Terras de Santa Maria Feira
- 1 etapa del Trofeo Joaquim Agostinho
- 2 etapas de la Vuelta a Portugal

2012
- 1 etapa del Trofeo Joaquim Agostinho
- 1 etapa de la Vuelta a Portugal

2013
- 1 etapa del Trofeo Joaquim Agostinho